# Айнабулак (аульный округ Балкантау)
Айнабулак (каз. Айнабұлақ) — село в Каркаралинском районе Карагандинской области Казахстана. Входит в состав аульного округа Балкантау. Код КАТО — 354845200.

## Население
В 1999 году население села составляло 336 человек (177 мужчин и 159 женщин). По данным переписи 2009 года, в селе проживало 278 человек (149 мужчин и 129 женщин).